# 丹尼絲·米蘭妮
丹尼絲·米蘭妮（英語：Denise Milani，1976年4月24日—），捷克裔美國女模特兒，知名於高人氣汽車和網路寫真。米蘭妮十幾歲時，乳房比其他女孩成長地更成熟、快速，其傲人的巨乳和火辣身材也成為使她聞名的象徵之一。2007年時，米蘭妮贏得了世界比基尼小姐大賽。2009年，她登上10月5日的《花花公子》。
2013年，米蘭妮獲選為十大最令人嚮往的女性之一，其他九名為吉賽兒·邦臣、金·卡戴珊、謝茜嘉·比爾、梅根·福克斯、潔西卡·艾芭、卡門·伊萊克特拉、海迪·克林、阿德瑞娜·利瑪和安潔莉娜·裘莉。
米蘭妮目前住在洛杉磯。她私下喜歡運動，包括冰球，特別還是洛杉磯國王的粉絲。

## 外部連結
- 官方网站
- 丹尼絲·米蘭妮的Facebook專頁
- 丹尼絲·米蘭妮的Instagram帳戶